# 布多亚
布多亚（義大利語：Budoia），是意大利波代诺内省的一个市镇。总面积37.67平方公里，人口2562人，人口密度68.0人/平方公里（2009年）。ISTAT代码为093008。